# Derde klasse 2004-05 (voetbal België)
Het seizoen 2004/05 van de Belgische Derde Klasse ging van start op 28 augustus 2004 en de normale competitie eindigde op 1 mei 2005. Van 5 mei tot 22 mei werd nog de eindronde voor promotie gespeeld. KV Mechelen won in Derde Klasse A, KVSK United Overpelt-Lommel won met ruime voorsprong in Derde Klasse B. Een finale tussen beide werd door KV Mechelen gewonnen.

## Gedegradeerde teams
Deze teams waren gedegradeerd uit de Tweede Klasse voor de start van het seizoen:
- KVK Tienen (rechtstreeks)
- FC Denderleeuw EH (rechtstreeks)
- Sporting West Ingelmunster-Harelbeke (verlies in eindronde)

## Gepromoveerde teams
Deze teams waren gepromoveerd uit de Vierde Klasse voor de start van het seizoen:
- KRC Waregem (kampioen 4A)
- Verbroedering Denderhoutem (kampioen 4B)
- K. Sporting Kermt-Hasselt (kampioen 4C)
- RFC Union La Calamine (kampioen 4D)
- KFC Evergem-Center (winnaar eindronde)
- White Star Woluwe FC (winnaar eindronde)

## Promoverende teams
Deze teams promoveerden naar Tweede Klasse op het eind van het seizoen:
- KV Mechelen (kampioen 3A)
- KVSK United Overpelt-Lommel (kampioen 3B)
- Oud-Heverlee Leuven (winnaar eindronde)

## Degraderende teams
Deze teams degradeerden naar Vierde Klasse op het eind van het seizoen:
- K. Lyra TSV (rechtstreeks uit 3A)
- KFC Evergem-Center (rechtstreeks uit 3A)
- Excelsior Veldwezelt (rechtstreeks uit 3B)
- Seraing RUL (rechtstreeks uit 3B)
- KSK Wevelgem-City (verlies eindronde)

## Kampioen
In Derde Klasse A werd KV Mechelen kampioen met slechts 1 punt voorsprong op de tweede, R. Cappellen FC. Op de 27ste speeldag, met nog 3 wedstrijden te gaan stonden beide teams op een gedeelde eerste plaats met 50 punten. De achtervolgers volgden op 5 punten of meer en konden bijna geen aanspraak meer maken op de titel. Op de 28ste speeldag kwam Mechelen alleen aan de leiding met twee punten voorsprong, na een gelijkspel van Capellen. De 29ste speeldag moesten de twee teams het tegen elkaar opnemen. Capellen won met 3-2, pakte zo de drie punten en ging als leider de laatste speeldag in. Die laatste speeldag won Mechelen ruim met 4-0 van Lyra, Capellen raakte echter niet verder dan een 0-0 gelijkspel op het veld van Denderleeuw. Mechelen heroverde zo in extremis op de laatste speeldag toch nog de titel.
In Derde Klasse B werd KVSK United Overpelt-Lommel met een ruime voorsprong van 16 punten kampioen. KVSK won 24 van de 30 wedstrijden, speelde de overige 6 gelijk en verloor dus geen enkele maal. De eerste periode eindigde KVSK nog met evenveel punten als periodekampioen Oud-Heverlee, maar de volgende periode liep KVSK vlot uit.
Op 5 mei 2005 werd tussen beide kampioen op het veld van KV Mechelen een wedstrijd gespeeld om één kampioen van de volledige Derde Klasse te bepalen. Deze match werd door KV Mechelen gewonnen met 2-1.

## Eindstand
| Legende                                |
| -------------------------------------- |
| Kampioen + promotie naar Tweede Klasse |
| Kwalificatie voor promotie-eindronde   |
| Kwalificatie voor degradatie-eindronde |
| Degradatie naar Vierde Klasse          |

### Derde Klasse A
|   |    |                                      | P  | W  | G  | V  | +  | -  | DS  | Ptn |
| - | -- | ------------------------------------ | -- | -- | -- | -- | -- | -- | --- | --- |
| K | 1  | KV Mechelen                          | 30 | 18 | 5  | 7  | 76 | 35 | 41  | 59  |
| E | 2  | R. Cappellen FC                      | 30 | 17 | 7  | 6  | 58 | 29 | 29  | 58  |
| E | 3  | Torhout 1992 KM                      | 30 | 17 | 3  | 10 | 69 | 44 | 25  | 54  |
|   | 4  | Verbroedering Denderhoutem           | 30 | 16 | 6  | 8  | 63 | 41 | 22  | 54  |
|   | 5  | FC Nieuwkerken Sint-Niklaas          | 30 | 15 | 9  | 6  | 60 | 37 | 23  | 54  |
|   | 6  | KSK Maldegem                         | 30 | 13 | 8  | 9  | 44 | 46 | -2  | 47  |
|   | 7  | KV Turnhout                          | 30 | 12 | 11 | 7  | 51 | 40 | 11  | 47  |
|   | 8  | K. Standaard Wetteren                | 30 | 14 | 3  | 13 | 44 | 43 | 1   | 45  |
| E | 9  | FC Denderleeuw EH                    | 30 | 12 | 8  | 10 | 51 | 46 | 5   | 44  |
|   | 10 | Sporting West Ingelmunster-Harelbeke | 30 | 11 | 9  | 10 | 44 | 41 | 3   | 42  |
|   | 11 | KRC Waregem                          | 30 | 11 | 6  | 13 | 54 | 61 | -7  | 39  |
|   | 12 | KRC Mechelen                         | 30 | 8  | 10 | 12 | 43 | 42 | 1   | 34  |
|   | 13 | KSV Bornem                           | 30 | 6  | 9  | 15 | 47 | 76 | -29 | 27  |
| E | 14 | KSK Wevelgem-City                    | 30 | 7  | 5  | 18 | 35 | 65 | -30 | 26  |
| D | 15 | K. Lyra TSV                          | 30 | 5  | 7  | 18 | 41 | 78 | -37 | 22  |
| D | 16 | KFC Evergem-Center                   | 30 | 2  | 6  | 22 | 30 | 86 | -56 | 12  |

### Derde Klasse B
|   |    |                                         | P  | W  | G  | V  | +  | -  | DS  | Ptn |
| - | -- | --------------------------------------- | -- | -- | -- | -- | -- | -- | --- | --- |
| K | 1  | KVSK United Overpelt-Lommel             | 30 | 24 | 6  | 0  | 77 | 22 | 55  | 78  |
| E | 2  | Oud-Heverlee Leuven                     | 30 | 19 | 5  | 6  | 63 | 27 | 36  | 62  |
| E | 3  | KSK Tongeren                            | 30 | 15 | 7  | 8  | 51 | 32 | 19  | 52  |
| E | 4  | R. Sprimont Comblain Sport              | 30 | 13 | 10 | 7  | 46 | 43 | 3   | 49  |
|   | 5  | R. Wallonia Walhain Chaumont-Gistoux    | 30 | 14 | 3  | 13 | 52 | 52 | 0   | 45  |
|   | 6  | White Star Woluwe FC                    | 30 | 12 | 8  | 10 | 44 | 38 | 6   | 44  |
|   | 7  | K. Bocholter VV                         | 30 | 11 | 9  | 10 | 35 | 35 | 0   | 42  |
|   | 8  | KVK Tienen                              | 30 | 10 | 9  | 11 | 34 | 35 | -1  | 39  |
|   | 9  | R. Olympic Club de Charleroi-Marchienne | 30 | 9  | 10 | 11 | 39 | 36 | 3   | 37  |
|   | 10 | K. Diegem Sport                         | 30 | 10 | 6  | 14 | 51 | 43 | 8   | 36  |
|   | 11 | RFC Union La Calamine                   | 30 | 9  | 8  | 13 | 38 | 59 | -21 | 35  |
|   | 12 | R. Francs Borains                       | 30 | 9  | 5  | 16 | 23 | 46 | -23 | 32  |
|   | 13 | K. Sporting Kermt-Hasselt               | 30 | 7  | 10 | 13 | 41 | 51 | -10 | 31  |
| E | 14 | UR Namur                                | 30 | 5  | 13 | 12 | 32 | 62 | -30 | 28  |
| D | 15 | Excelsior Veldwezelt                    | 30 | 7  | 4  | 19 | 32 | 56 | -24 | 25  |
| D | 16 | Seraing RUL                             | 30 | 3  | 13 | 14 | 33 | 54 | -21 | 22  |

## Periodekampioenen

### Derde Klasse A
- Eerste periode: Torhout 1992 KM, 22 punten.
- Tweede periode: FC Denderleeuw EH, 19 punten.
- Derde periode: KV Mechelen, 24 punten.

### Derde Klasse B
- Eerste periode: Oud-Heverlee Leuven, 24 punten.
- Tweede periode: KVSK United Overpelt-Lommel, 26 punten.
- Derde periode: KVSK United Overpelt-Lommel, 28 punten.

## Eindronde

### Promotie-eindronde

#### Ronde 1
In de eerste ronde van de eindronde traden zes derdeklassers aan, die aan elkaar gepaard werden. De drie winnaars van elk heen- en terugduel gaan door naar de volgende ronde.
| Datum      | Wedstrijd                                   | Uitslag |
| ---------- | ------------------------------------------- | ------- |
| 05/05/2005 | KSK Tongeren - FC Denderleeuw EH            | 2-2     |
| 05/05/2005 | R. Sprimont Comblain Sport - R. Capellen FC | 5-1     |
| 05/05/2005 | Oud-Heverlee Leuven - Torhout 1992 KM       | 2-1     |
| 08/05/2005 | R. Capellen FC - R. Sprimont Comblain Sport | 2-1     |
| 08/05/2005 | Torhout 1992 KM - Oud-Heverlee Leuven       | 2-3     |
| 08/05/2005 | FC Denderleeuw EH - KSK Tongeren            | 2-1     |

#### Ronde 2
In de tweede ronde wordt bij de drie winnaars van de eerste ronde RCS Visétois, het 16de team uit Tweede Klasse gevoegd. De teams worden aan elkaar gepaard, de winnaars spelen een finale.
| Datum      | Wedstrijd                                 | Uitslag |
| ---------- | ----------------------------------------- | ------- |
| 12/05/2005 | R. Sprimont Comblain Sport - RCS Visétois | 2-2     |
| 12/05/2005 | Oud-Heverlee Leuven - FC Denderleeuw EH   | 1-0     |
| 15/05/2005 | RCS Visétois - R. Sprimont Comblain Sport | 2-1     |
| 15/05/2005 | FC Denderleeuw EH - Oud-Heverlee Leuven   | 2-2     |

#### Finales
De finale werd gespeeld op het veld van Kermt-Hasselt, de winnaar promoveert naar Tweede Klasse.
| Datum      | Wedstrijd                          | Uitslag       |
| ---------- | ---------------------------------- | ------------- |
| 22/05/2005 | Oud-Heverlee Leuven - RCS Visétois | 2-2, n.v. 4-2 |

Voor de plaatsen 3 en 4 werd nog een wedstrijd gespeeld:
| Datum      | Wedstrijd                                      | Uitslag |
| ---------- | ---------------------------------------------- | ------- |
| 22/05/2005 | FC Denderleeuw EH - R. Sprimont Comblain Sport | 5-1     |

### Degradatie-eindronde
De twee teams die 14de eindigden, KSK Wevelgem-City en UR Namur, speelden een eindronde met een aantal vierdeklassers en gingen daar van start in de tweede ronde. Wevelgem City werd daar direct door RRFC Montegnée uitgeschakeld (4-1). UR Namur versloeg eerst KSV Sottegem maar verloor daarna een finale van K. Rupel Boom FC na 0-1 in de verlengingen. In het duel voor de derde plaats verloor Namur ook van RACS Couillet met 3-1. De twee finalisten van deze eindronde promoveerden naar Derde Klasse. Na dit seizoen kwamen echter twee extra plaatsen vrij in Derde Klasse. Omwille van financiële problemen en het uitkomen op een degradatieplaats op het einde van de competitie degradeerde Patro Maasmechelen uit Tweede rechtstreeks naar Vierde. Daarnaast fuseerden derdeklassers Verbroedering Denderhoutem en FC Denderleeuw EH tot FCV Dender EH zodat ook hier een extra plaats beschikbaar werd. Ondanks de verloren finale en verloren wedstrijd voor de derde plaats kon UR Namur op deze manier zich toch in Derde Klasse handhaven na de eindronde.